# Carolina Bescansa
Carolina Bescansa Hernández (Santiago de Compostel·la, 13 de febrer de 1971) és una sociòloga i politòloga espanyola, cofundadora de Podem. Des del 20 de desembre de 2015 és diputada electa de Podem per la circumscripció de Madrid.

## Carrera professional
Als divuit anys es va traslladar a Granada per estudiar sociologia i ciències polítiques.
Va continuar els seus estudis a Madrid, on es va especialitzar en dret constitucional i ciència política. Després, va iniciar el seu doctorat en el Departament de Sociologia de la Universitat de Califòrnia a San Diego.
El 1995 va començar a impartir classes a la Universitat Complutense de Madrid, on és professora de metodologia a la Facultat de Ciències Polítiques i Sociologia.

## Trajectòria política
Carolina Bescansa, Pablo Iglesias i Juan Carlos Monedero van registrar Podem com a partit polític l'11 de març de 2014. Aquest fet la converteix en fundadora de la formació, però Carolina Bescansa ho interpreta com un mer formalisme.
Després de les eleccions europees de 2014, on no va anar a les llistes, Carolina Bescansa va augmentar la freqüència de les seves aparicions en actes del partit i en tertúlies televisives. El 15 de novembre de 2014, en la clausura de l'assemblea ciutadana Sí Es Pot, Carolina Bescansa va ser escollida membre del consell ciutadà, a la direcció del partit, amb prop del 85% dels vots, i es va convertir així en la dona amb la major responsabilitat de representació del partit.
El 2015 va ocupar el segon lloc de la llista de Podem al Congrés dels Diputats per la circumscripció de Madrid en les eleccions generals i va aconseguir l'escó. El dia de la constitució de les Corts Generals, va anunciar la seva candidatura a la presidència del Congrés dels Diputats i va competir contra el candidat pactat per PP, PSOE i Ciutadans, l'exlehendakari socialista Patxi López. En les votacions va obtenir el suport de 71 diputats (els 69 de les candidatures integrades per Podem més els dos d'Unitat Popular), inferiors als 130 aconseguits per López (90 del Partit Socialista i 40 de Ciutadans).
No obstant això, els mitjans de comunicació van destacar molt més el fet que hagués portat al seu bebè de sis mesos a l'hemicicle (que va tenir en braços durant tot el procés de constitució de la cambra baixa) i d'haver-lo alletat a l'escó. L'abril de 2016, Bescansa va presentar una demanda contra el periodista radiofònic Federico Jiménez Losantos per insinuar que el seu fill anava drogat.

## Vida personal
Carolina Bescansa és neta de Ricardo Bescansa Castella, fundador dels Laboratoris Bescansa i regent d'una coneguda farmàcia compostel·lana, i neboda de Jorge Bescansa Martínez, fundador de Televés. És mare de dos fills. Es defineix a si mateixa com a «molt de Santiago» i és aficionada a les carreres a peu (va completar la marató de Rotterdam de 2010).